# Двурога пепелянка
Двурогата пепелянка (Cerastes cerastes) е вид отровна змия от семейство Отровници (Viperidae). Лесно се разпознава по наличието на чифт надочни „рога“, въпреки че се срещат безроги индивиди.

## Разпространение
Видът е разпространен в пустините на Северна Африка и части от Арабския полуостров и Леванта. Често се среща в Ирак, Сирия, Саудитска Арабия, Йемен, Йордания, Израел и Кувейт. Може да бъде видян и в Либия, Египет и Судан.

## Описание
Средната обща дължина (тяло и опашка) е от 30 до 60 см, а максималната обща дължина е 85 см. Женските индивиди са по-големи от мъжките.

## Размножаване
Чифтосването се наблюдава през април и винаги, докато животните са заровени в пясъка. Този вид е яйцеживороден, снася от 8 до 23 яйца, които се излюпват след 50 – 80 дни инкубация. Яйцата се снасят под камъни и в изоставени дупки на гризачи. Излюпените малки са с обща дължина от 12 – 15 см.

## Подвидове
Описани са три подвида.
- Cerastes ceraste hoofieni Werner & Sivan, 1999 – Саудитска Арабия.
- Cerastes ceraste karlhartli Sochurek, 1974 – югоизточен Египет и Синайски полуостров.
- Cerastes ceraste mutila Domergue, 1901 – югоизточен Алжир и Мароко.